# Tiền tạm ứng
Tiền tạm ứng, hoặc đơn giản là tạm ứng, là một phần của khoản tiền phải trả theo hợp đồng được thanh toán hoặc nhận trước cho hàng hoá hoặc dịch vụ, trong khi số dư ghi trong hóa đơn sẽ chỉ theo sau giao hàng. Các khoản thanh toán trước được ghi nhận là chi phí trả trước trong hạch toán kế toán cho chủ thể phát hành tạm ứng. Thanh toán tạm ứng được ghi nhận là tài sản trên bảng cân đối kế toán. Khi các tài sản này được sử dụng, chúng được sử dụng và ghi vào báo cáo kết quả hoạt động kinh doanh trong kỳ khi phát sinh. Bảo hiểm là một tài sản trả trước phổ biến, chỉ là một tài sản trả trước bởi vì nó là một biện pháp chủ động để bảo vệ doanh nghiệp khỏi những sự kiện không lường trước được.